# Christian Auer
Christian Auer (Innsbruck, 4 april 1966) is een Oostenrijks voormalig skeletonracer. Zijn zoons Florian Auer en Alexander Auer zijn ook actief in het skeleton.

## Carrière
Auer was een van de eerste skeletonracers die actief waren sinds de oprichting van de wereldbeker. Hij werd in het eerste wereldbekerseizoen derde. De jaren nadien behaalde hij vijf keer goud, twee keer zilver en nog tweemaal brons. Hij behaalde ook negen wereldbekerzeges tussen 1990 en 1996.
Op de wereldkampioenschappen werd hij een keer wereldkampioen, won twee keer zilver en twee keer brons.
Ondanks dat zijn carrière er eigenlijk al opzat nam hij in 2002 deel aan de Olympische Winterspelen waar het onderdeel skeleton na lange tijd opnieuw werd ingevoerd. Hij werd twaalfde op een deelnemersveld van 26 skeletonracers.

## Resultaten

### Olympische Spelen
| Jaar | Plaats         | Resultaat |
| ---- | -------------- | --------- |
| 2002 | Salt Lake City | 12e       |

### Wereldkampioenschappen
| Jaar | Plaats       | Resultaat       |
| ---- | ------------ | --------------- |
| 1989 | Sankt Moritz | Individueel     |
| 1991 | Igls         | Individueel     |
| 1992 | Calgary      | Individueel     |
| 1994 | Altenberg    | 4e Indvidueel   |
| 1995 | Lillehammer  | Individueel     |
| 1996 | Calgary      | Individueel     |
| 1997 | Lake Placid  | 19e Individueel |
| 2000 | Igls         | 7e Individueel  |
| 2001 | Calgary      | 5e Individueel  |

### Wereldbeker
Eindklasseringen
| Seizoen | Rang   |
| ------- | ------ |
| 1986/87 | Brons  |
| 1987/88 | Brons  |
| 1988/89 | Zilver |
| 1989/90 | Goud   |
| 1990/91 | Goud   |
| 1991/92 | Goud   |
| 1992/93 | Zilver |
| 1993/94 | Goud   |
| 1994/95 | Goud   |
| 1995/96 | Brons  |
| 2001/02 | 9e     |

Wereldbekerzeges
| Datum            | Plaats            |
| ---------------- | ----------------- |
| 10 februari 1990 | Breuil-Cervinia   |
| 16 januari 1992  | Sankt Moritz      |
| 11 januari 1992  | Königssee         |
| 22 januari 1992  | Cortina d'Ampezzo |
| 5 december 1993  | Winterberg        |
| 13 december 1993 | La Plagne         |
| 21 januari 1995  | Igls              |
| 25 januari 1995  | Königssee         |
| 23 februari 1996 | Lake Placid       |